# کمیته زبان اسپرانتو
کمیته زبان اسپرانتو یا کمیتهٔ زبان (به اسپرانتو: Lingva Komitato) که در سال ۱۹۰۵ توسط خالق زبان فراساخته‌ی اسپرانتو، دکتر لودویک زامنهوف و به تأثی از فرهنگستان فرانسه، در نخستین کنگره جهانی اسپرانتو مطرح گردید، برای حفظ و هدایت کردن توسعهٔ زبان علمی اسپرانتو به‌عنوان زبان مشترک جهانی به‌وجود آمد.

## وظیفهٔ کمیتهٔ زبان
وظیفهٔ اصلی کمیتهٔ زبان، حفاظت و حمایت کردن از اصول بنیادین زبان اسپرانتو و هدایت کردن نحوهٔ توسعه‌یافتن آن بود.
بنابر پیشنهاد خود دکتر زامنهوف، ۱۰۲ اسپرانتودان از ۲۸ ملیت گوناگون برای عضویت در این کمیته انتخاب شدند. نخستین رئیس کمیتهٔ زبان امیل بویراک (Émile Boirac) بود.

## تاریخچه
کمیتهٔ زبان اسپرانتو، که به‌عنوان مؤسسه‌ای زبانی و مستقل در نخستین همایش جهانی اسپرانتو - که در شهر بولونی-سور-مر فرانسه برگزار شد - به‌وجود آمد، بعدها تبدیل به آکادمی اسپرانتو یا «فرهنگستان زبان اسپرانتو» شد. «آکادمی اسپرانتو» در ابتدا نام کمیسیون عالی «کمیتهٔ زبان» بود که در سال ۱۹۴۸ این دو در یک‌دیگر ادغام شدند و آکادمی اسپرانتو را به‌وجود آوردند که هنوز هم تحت همین نام مشغول به فعالیت است.

## سه بخش اصلی آن
سه بخش اصلی کمیتهٔ زبان عبارت بودند از:
- بخش واژه‌نامهٔ عمومی
- بخش گرامر
- بخش واژه‌نامه‌های فنی

نخستین رؤسای سه بخش فوق، به‌ترتیب تئوفیل کار (Théophile Cart)، آنتونی گرابووسکی (Antoni Grabowski)، و رنه دو سوسور (René de Saussure) بودند.